# Hans Bjerrum
Hans Adolf Bjerrum (ur. 8 września 1899 w Hellerup, zm. 10 maja 1979 w Londynie) – duński hokeista na trawie. 
Na igrzyskach w Antwerpii 1920 wraz z drużyną  zdobył srebrny medal.